# Copa Libertadores 2023
Copa Libertadores 2023 – 64. edycja rozgrywek piłkarskich Copa Libertadores o miano najlepszej drużyny klubowej konfederacji CONMEBOL. Zwycięzca rozgrywek otrzyma prawo reprezentowania strefy CONMEBOL na Klubowych Mistrzostwach Świata, a także prawo występu w meczu o Recopa Sudamericana w roku 2023. Obrońcą tytułu była brazylijska drużyna Flamengo, a turniej po raz pierwszy w historii wygrała brazylijska drużyna Fluminense.
Rozgrywki składają się z 3 części:
- fazy kwalifikacyjnej,
- fazy grupowej,
- fazy pucharowej.

## Podział miejsc
47 miejsc w rozgrywkach zostało podzielonych przez CONMEBOL na poszczególne federacje w formacie:
- zdobywca Copa Libertadores 2022,
- zdobywca Copa Sudamericana 2022,

| Federacja | Ilość drużyn |
| --------- | ------------ |
| Brazylia  | 7 miejsc     |
| Argentyna | 6 miejsc     |
| Boliwia   | 4 miejsca    |
| Chile     | 4 miejsca    |
| Ekwador   | 4 miejsca    |
| Kolumbia  | 4 miejsca    |
| Paragwaj  | 4 miejsca    |
| Peru      | 4 miejsca    |
| Urugwaj   | 4 miejsca    |
| Wenezuela | 4 miejsca    |

## Szczegółowy podział miejsc
|                                     | Drużyny rozpoczynające udział | Zwycięzcy poprzedniej rundy                                  |
| ----------------------------------- | --- | ------------------------------------------------------------ |
| I runda kwalifikacyjna (6 drużyn)   | - zespoły z miejsca 4 federacji Boliwii, Ekwadoru, Paragwaju, Peru, Urugwaju i Wenezueli (6 drużyn)                                                                                    |                                                              |
| II runda kwalifikacyjna (16 drużyn) | - zespoły z miejsc 6-7 Brazylii (2 drużyny) - zespół z miejsca 6 Argentyny - zespoły z miejsc 3-4 Chile i Kolumbii (4 drużyny) - zespoły z miejsc 3 pozostałych federacji (6 drużyn)   | - 3 zwycięzców I rundy kwalifikacyjnej                       |
| III runda kwalifikacyjna (8 drużyn) | | - 8 zwycięzców II rundy kwalifikacyjnej                      |
| Faza grupowa (32 drużyny)           | - zdobywca Copa Libertadores 2022 - zdobywca Copa Sudamericana 2022 - zespoły z miejsc 1-5 Brazylii i Argentyny (10 drużyn) - zespoły z miejsc 1-2 pozostałych 8 federacji (16 drużyn) | - 4 zwycięzców III rundy kwalifikacyjnej                     |
| Faza pucharowa (16 drużyn)          | | - zwycięzcy grup (8 drużyn) - wicemistrzowie grup (8 drużyn) |

O tym, w jaki sposób drużyny w poszczególnych krajach zdobywają kwalifikacje, decydują związki krajowe.

## Drużyny uczestniczące
| Federacja                | Drużyna (Miejsce)                           | Zaczyna od                      | Sposób kwalifikacji                                                                                     |
| ------------------------ | ------------------------------------------- | ------------------------------- | --- |
| Argentyna · 6 miejsc     | Boca Juniors (Argentina 1)                  | fazy grupowej                   | Primera División 2022 zwycięzca                                                                         |
| Argentyna · 6 miejsc     | Racing Club (Argentina 2)                   | fazy grupowej                   | Copa de la Liga Profesional 2022 i Primera División 2022, najlepszy zespół w tabeli zbiorczej           |
| Argentyna · 6 miejsc     | Patronato (Argentina 3)                     | fazy grupowej                   | Copa Argentina 2022 zwycięzca                                                                           |
| Argentyna · 6 miejsc     | River Plate (Argentina 4)                   | fazy grupowej                   | Copa de la Liga Profesional 2022 i Primera División 2022, drugi najlepszy zespół w tabeli zbiorczej     |
| Argentyna · 6 miejsc     | Argentinos Juniors (Argentina 5)            | fazy grupowej                   | Copa de la Liga Profesional 2022 i Primera División 2022, trzeci najlepszy zespół w tabeli zbiorczej    |
| Argentyna · 6 miejsc     | Huracán (Argentina 6)                       | drugiej rundy kwalifikacyjnej   | Copa de la Liga Profesional 2022 i Primera División 2022, czwarty najlepszy zespół w tabeli zbiorczej   |
| Boliwia · 4 miejsca      | Bolívar (Bolivia 1)                         | fazy grupowej                   | Primera División 2022 Apertura zwycięzca                                                                |
| Boliwia · 4 miejsca      | The Strongest (Bolivia 2)                   | fazy grupowej                   | Primera División 2022, najlepszy zespół w tabeli zbiorczej                                              |
| Boliwia · 4 miejsca      | Always Ready (Bolivia 3)                    | drugiej rundy kwalifikacyjnej   | Primera División 2022, drugi najlepszy zespół w tabeli zbiorczej                                        |
| Boliwia · 4 miejsca      | Nacional Potosí (Bolivia 4)                 | pierwszej rundy kwalifikacyjnej | Primera División 2022, trzeci najlepszy zespół w tabeli zbiorczej                                       |
| Brazylia · 7 + 1 miejsce | Flamengo (Copa Libertadores)                | fazy grupowej                   | Copa Libertadores 2022 zwycięzca                                                                        |
| Brazylia · 7 + 1 miejsce | Palmeiras (Brazil 1)                        | fazy grupowej                   | Campeonato Brasileiro Série A 2022 zwycięzca                                                            |
| Brazylia · 7 + 1 miejsce | Internacional (Brazil 2)                    | fazy grupowej                   | Campeonato Brasileiro Série A 2022 2. miejsce                                                           |
| Brazylia · 7 + 1 miejsce | Fluminense (Brazil 3)                       | fazy grupowej                   | Campeonato Brasileiro Série A 2022 3. miejsce                                                           |
| Brazylia · 7 + 1 miejsce | Corinthians (Brazil 4)                      | fazy grupowej                   | Campeonato Brasileiro Série A 2022 4. miejsce                                                           |
| Brazylia · 7 + 1 miejsce | Athletico Paranaense (Brazil 5)             | fazy grupowej                   | Campeonato Brasileiro Série A 2022 6. miejsce                                                           |
| Brazylia · 7 + 1 miejsce | Atlético Mineiro (Brazil 6)                 | drugiej rundy kwalifikacyjnej   | Campeonato Brasileiro Série A 2022 7. miejsce                                                           |
| Brazylia · 7 + 1 miejsce | Fortaleza (Brazil 7)                        | drugiej rundy kwalifikacyjnej   | Campeonato Brasileiro Série A 2022 8. miejsce                                                           |
| Chile · 4 miejsca        | Colo-Colo (Chile 1)                         | fazy grupowej                   | Primera División 2022 zwycięzca                                                                         |
| Chile · 4 miejsca        | Ñublense (Chile 2)                          | fazy grupowej                   | Primera División 2022 2. miejsce                                                                        |
| Chile · 4 miejsca        | Curicó Unido (Chile 3)                      | drugiej rundy kwalifikacyjnej   | Primera División 2022 3. miejsce                                                                        |
| Chile · 4 miejsca        | Magallanes (Chile 4)                        | drugiej rundy kwalifikacyjnej   | Copa Chile 2022 zwycięzca                                                                               |
| Ekwador · 4 + 1 miejsce  | Independiente del Valle (Copa Sudamericana) | fazy grupowej                   | Copa Sudamericana 2022 zwycięzca                                                                        |
| Ekwador · 4 + 1 miejsce  | Aucas (Ecuador 1)                           | fazy grupowej                   | Serie A 2022 zwycięzca                                                                                  |
| Ekwador · 4 + 1 miejsce  | Barcelona (Ecuador 2)                       | fazy grupowej                   | Serie A 2022 2. miejsce                                                                                 |
| Ekwador · 4 + 1 miejsce  | Universidad Católica (Ecuador 3)            | drugiej rundy kwalifikacyjnej   | Serie A 2022, najlepszy zespół w tabeli zbiorczej                                                       |
| Ekwador · 4 + 1 miejsce  | El Nacional (Ecuador 4)                     | pierwszej rundy kwalifikacyjnej | Copa Ecuador 2022 3. miejsce                                                                            |
| Kolumbia · 4 miejsca     | Atlético Nacional (Colombia 1)              | fazy grupowej                   | Apertura 2022 zwycięzca                                                                                 |
| Kolumbia · 4 miejsca     | Deportivo Pereira (Colombia 2)              | fazy grupowej                   | Finalización 2022 zwycięzca                                                                             |
| Kolumbia · 4 miejsca     | Independiente Medellín (Colombia 3)         | drugiej rundy kwalifikacyjnej   | Primera A 2022, najlepszy zespół w tabeli zbiorczej                                                     |
| Kolumbia · 4 miejsca     | Millonarios (Colombia 4)                    | drugiej rundy kwalifikacyjnej   | Copa Colombia 2022 zwycięzca                                                                            |
| Paragwaj · 4 miejsca     | Olimpia (Paraguay 1)                        | fazy grupowej                   | Primera División 2022 zwycięzca turnieju (Apertura lub Clausura) z lepszym rekordem w tabelii zbiorczej |
| Paragwaj · 4 miejsca     | Libertad (Paraguay 2)                       | fazy grupowej                   | Primera División 2022 zwycięzca turnieju (Apertura lub Clausura) z gorszym rekordem w tabelii zbiorczej |
| Paragwaj · 4 miejsca     | Cerro Porteño (Paraguay 3)                  | drugiej rundy kwalifikacyjnej   | Primera División 2022, najlepszy zespół w tabeli zbiorczej                                              |
| Paragwaj · 4 miejsca     | Nacional (Paraguay 4)                       | pierwszej rundy kwalifikacyjnej | Primera División 2022, drugi najlepszy zespół w tabeli zbiorczej                                        |
| Peru · 4 miejsca         | Alianza Lima (Peru 1)                       | fazy grupowej                   | Primera División 2022 zwycięzca                                                                         |
| Peru · 4 miejsca         | Melgar (Peru 2)                             | fazy grupowej                   | Primera División 2022 2. miejsce                                                                        |
| Peru · 4 miejsca         | Sporting Cristal (Peru 3)                   | drugiej rundy kwalifikacyjnej   | Primera División 2022 3. miejsce                                                                        |
| Peru · 4 miejsca         | Sport Huancayo (Peru 4)                     | pierwszej rundy kwalifikacyjnej | Primera División 2022 4. miejsce                                                                        |
| Urugwaj · 4 miejsca      | Nacional (Uruguay 1)                        | fazy grupowej                   | Primera División 2022 zwycięzca                                                                         |
| Urugwaj · 4 miejsca      | Liverpool (Uruguay 2)                       | fazy grupowej                   | Primera División 2022 2. miejsce                                                                        |
| Urugwaj · 4 miejsca      | Deportivo Maldonado (Uruguay 3)             | drugiej rundy kwalifikacyjnej   | Primera División 2022, najlepszy zespół w tabeli zbiorczej                                              |
| Urugwaj · 4 miejsca      | Boston River (Uruguay 4)                    | pierwszej rundy kwalifikacyjnej | Primera División 2022, drugi najlepszy zespół w tabeli zbiorczej                                        |
| Wenezuela · 4 miejsca    | Metropolitanos (Venezuela 1)                | fazy grupowej                   | Primera División 2022 zwycięzca                                                                         |
| Wenezuela · 4 miejsca    | Monagas (Venezuela 2)                       | fazy grupowej                   | Primera División 2022 2. miejsce                                                                        |
| Wenezuela · 4 miejsca    | Carabobo (Venezuela 3)                      | drugiej rundy kwalifikacyjnej   | Primera División 2022 Fase Final 3. miejsce                                                             |
| Wenezuela · 4 miejsca    | Zamora (Venezuela 4)                        | pierwszej rundy kwalifikacyjnej | Primera División 2022 Fase Final 4. miejsce                                                             |

## Terminarz
Terminarz wygląda następująco:
| Faza           | Runda                         | Data losowania  | Pierwszy mecz       | Drugi mecz               |
| -------------- | ----------------------------- | --------------- | ------------------- | ------------------------ |
| Kwalifikacje   | Pierwsza runda kwalifikacyjna | 21 grudnia 2022 | 7–9 lutego 2023     | 14–16 lutego 2023        |
| Kwalifikacje   | Druga runda kwalifikacyjna    | 21 grudnia 2022 | 21–23 lutego 2023   | 28 lutego – 2 marca 2023 |
| Kwalifikacje   | Trzecia runda kwalifikacyjna  | 21 grudnia 2022 | 8–9 marca 2023      | 15–16 marca 2023         |
| Faza grupowa   | Termin 1                      | 27 marca 2023   | 4–6 kwietnia 2023   | 4–6 kwietnia 2023        |
| Faza grupowa   | Termin 2                      | 27 marca 2023   | 18–20 kwietnia 2023 | 18–20 kwietnia 2023      |
| Faza grupowa   | Termin 3                      | 27 marca 2023   | 2–4 maja 2023       | 2–4 maja 2023            |
| Faza grupowa   | Termin 4                      | 27 marca 2023   | 23–25 maja 2023     | 23–25 maja 2023          |
| Faza grupowa   | Termin 5                      | 27 marca 2023   | 6–8 czerwca 2023    | 6–8 czerwca 2023         |
| Faza grupowa   | Termin 6                      | 27 marca 2023   | 27–29 czerwca 2023  | 27–29 czerwca 2023       |
| Faza pucharowa | 1/8 finału                    | 5 lipca 2023    | 1–3 sierpnia 2023   | 8–10 sierpnia 2023       |
| Faza pucharowa | Ćwierćfinały                  | 5 lipca 2023    | 22–24 sierpnia 2023 | 29–31 sierpnia 2023      |
| Faza pucharowa | Półfinały                     | 5 lipca 2023    | 27-28 września 2023 | 4–5 października 2023    |
| Faza pucharowa | Finał                         | 5 lipca 2023    | 4 listopada 2023    | 4 listopada 2023         |

## Faza kwalifikacyjna

### I runda kwalifikacyjna
Do startu w I rundzie kwalifikacyjnej uprawniono 6 drużyn, z czego 3 zostały rozstawione.
| Drużyna 1                            | Wynik dwumeczu | Drużyna 2         | Pierwszy mecz | Drugi mecz |
| ------------------------------------ | -------------- | ----------------- | ------------- | ---------- |
| Sport Huancayo                       | 3:4            | Nacional Asunción | 2:1           | 1:3        |
| Nacional Potosí                      | 2:9            | CD El Nacional    | 1:6           | 1:3        |
| Boston River                         | 4:1            | Zamora            | 3:1           | 1:0        |
| Po lewej gospodarz pierwszego meczu. |                |                   |               |            |

### II runda kwalifikacyjna
Do startu w II rundzie kwalifikacyjnej uprawniono 16 drużyn (3 z poprzedniej rundy), z czego 8 zostały rozstawione.
| Drużyna 1                            | Wynik dwumeczu | Drużyna 2              | Pierwszy mecz | Drugi mecz |
| ------------------------------------ | -------------- | ---------------------- | ------------- | ---------- |
| Carabobo                             | 1:3            | Atlético Mineiro       | 0:0           | 1:3        |
| Nacional Asunción                    | 3:5            | Sporting Cristal       | 2:0           | 1:5        |
| Deportivo Maldonado                  | 0:4            | Fortaleza              | 0:0           | 0:4        |
| CD El Nacional                       | 3:4            | Independiente Medellín | 2:2           | 1:2        |
| Deportes Magallanes                  | 6:1            | Always Ready           | 3:0           | 3:1        |
| Curicó Unido                         | 0:2            | Cerro Porteño          | 0:1           | 0:1        |
| Boston River                         | 0:1            | Atlético Huracán       | 0:0           | 0:1        |
| Universidad Católica                 | 1:2            | Millonarios            | 0:0           | 1:2        |
| Po lewej gospodarz pierwszego meczu. |                |                        |               |            |

### III runda kwalifikacyjna
Do startu w III rundzie kwalifikacyjnej uprawniono 8 drużyn z poprzedniej rundy.
| Drużyna 1                            | Wynik dwumeczu | Drużyna 2              | Pierwszy mecz | Drugi mecz |
| ------------------------------------ | -------------- | ---------------------- | ------------- | ---------- |
| Millonarios                          | 2:4            | Atlético Mineiro       | 1:1           | 1:3        |
| Atlético Huracán                     | 0:1            | Sporting Cristal       | 0:0           | 0:1        |
| Fortaleza                            | 1:3            | Cerro Porteño          | 0:1           | 1:2        |
| Deportes Magallanes                  | 1:3            | Independiente Medellín | 1:1           | 0:2        |
| Po lewej gospodarz pierwszego meczu. |                |                        |               |            |

- Wszystkie przegrane drużyny z III rundy kwalifikacyjnej dostają awans do Copa Sudamericana 2023.

## Faza grupowa
Losowanie odbyło się 27 marca 2023 r. w Luque w Paragwaju. Do startu w fazie grupowej uprawnione są 32 drużyny (w tym 4 zwycięzców III rundy kwalifikacyjnej oraz zwycięzca Copa Sudamericana z poprzedniego sezonu). W trakcie losowania zespoły zostały rozdzielone na 4 koszyki, następnie rozlosowane i podzielone na 8 grup po 4 drużyny każda. Do jednej grupy nie będą mogły trafić drużyny z tego samego koszyka i federacji, z wyjątkiem drużyn, które uzyskały awans z III rundy kwalifikacyjnej, ponieważ w momencie losowania nie były znane drużyny, które awansują z eliminacji.
Wszystkie zespoły zagrają ze sobą dwukrotnie – po 2 najlepsze z każdej grupy awansują do fazy pucharowej, drużyny z 3. miejsc otrzymają prawo gry w drugiej rundzie Copa Sudamericana.
| Kolory w tabeli grup                                                 |
| -------------------------------------------------------------------- |
| Zespoły z miejsc 1. i 2. awansują do 1/8 finału                      |
| Zespół z miejsca 3. awansuje do drugiej rundy Copa Sudamericana 2023 |

Zasady ustalania kolejności w tabeli:
1. liczba zdobytych punktów w całej rundzie;
2. różnica bramek w całej rundzie;
3. łączna liczba bramek zdobytych w całej rundzie;
4. łączna liczba bramek zdobytych na wyjeździe w całej rundzie;
5. miejsce drużyny w rankingu CONMEBOL.

### Grupa A
| Lp. | Drużyna         | M | Z | R | P | Bramki | Bramki | +/– | Pkt |
| --- | --------------- | - | - | - | - | ------ | ------ | --- | --- |
| 1   | Racing Club (A) | 6 | 4 | 1 | 1 | 13     | 6      | +7  | 13  |
| 2   | CR Flamengo (A) | 6 | 3 | 2 | 1 | 11     | 5      | +6  | 11  |
| 3   | Ñublense (CS)   | 6 | 1 | 2 | 3 | 3      | 10     | −7  | 5   |
| 4   | Aucas           | 6 | 1 | 1 | 4 | 6      | 12     | −6  | 4   |

|             | RAC | FLA | CDN | AUC |
| ----------- | --- | --- | --- | --- |
| Racing Club | –   | 1:1 | 4:0 | 3:2 |
| CR Flamengo | 2:1 | –   | 2:0 | 4:0 |
| Ñublense    | 0:2 | 1:1 | –   | 2:1 |
| Aucas       | 1:2 | 2:1 | 0:0 | –   |

### Grupa B
| Lp. | Drużyna                     | M | Z | R | P | Bramki | Bramki | +/– | Pkt |
| --- | --------------------------- | - | - | - | - | ------ | ------ | --- | --- |
| 1   | SC Internacional (A)        | 6 | 3 | 3 | 0 | 10     | 6      | +4  | 12  |
| 2   | Club Nacional (A)           | 6 | 3 | 2 | 1 | 9      | 7      | +2  | 11  |
| 3   | Independiente Medellín (CS) | 6 | 3 | 1 | 2 | 10     | 9      | +1  | 10  |
| 4   | Metropolitanos              | 6 | 0 | 0 | 6 | 4      | 11     | −7  | 0   |

|                        | IPA | CNA | IND | MET |
| ---------------------- | --- | --- | --- | --- |
| SC Internacional       | –   | 2:2 | 3:1 | 1:0 |
| Club Nacional          | 1:1 | –   | 2:1 | 1:0 |
| Independiente Medellín | 1:1 | 2:1 | –   | 4:2 |
| Metropolitanos         | 1:2 | 1:2 | 0:1 | –   |

### Grupa C
| Lp. | Drużyna           | M | Z | R | P | Bramki | Bramki | +/– | Pkt |
| --- | ----------------- | - | - | - | - | ------ | ------ | --- | --- |
| 1   | SE Palmeiras (A)  | 6 | 5 | 0 | 1 | 16     | 6      | +10 | 15  |
| 2   | Club Bolívar (A)  | 6 | 4 | 0 | 2 | 11     | 7      | +4  | 12  |
| 3   | Barcelona SC (CS) | 6 | 1 | 1 | 4 | 7      | 12     | −5  | 4   |
| 4   | Cerro Porteño     | 6 | 1 | 1 | 4 | 5      | 14     | −9  | 4   |

|               | PAL | BOL | BGU | CER |
| ------------- | --- | --- | --- | --- |
| SE Palmeiras  | –   | 4:0 | 4:2 | 2:1 |
| Club Bolívar  | 3:1 | –   | 1:0 | 2:0 |
| Barcelona SC  | 0:2 | 2:1 | –   | 2:2 |
| Cerro Porteño | 0:3 | 0:4 | 2:1 | –   |

### Grupa D
| Lp. | Drużyna               | M | Z | R | P | Bramki | Bramki | +/– | Pkt |
| --- | --------------------- | - | - | - | - | ------ | ------ | --- | --- |
| 1   | Fluminense FC (A)     | 6 | 3 | 1 | 2 | 10     | 6      | +4  | 10  |
| 2   | River Plate (A)       | 6 | 3 | 1 | 2 | 11     | 11     | 0   | 10  |
| 3   | Sporting Cristal (CS) | 6 | 2 | 2 | 2 | 8      | 10     | −2  | 8   |
| 4   | The Strongest         | 6 | 2 | 0 | 4 | 5      | 7      | −2  | 6   |

|                  | FLU | RPL | SCR | SLP |
| ---------------- | --- | --- | --- | --- |
| Fluminense FC    | –   | 5:1 | 1:1 | 1:0 |
| River Plate      | 2:0 | –   | 4:2 | 2:0 |
| Sporting Cristal | 1:3 | 1:1 | –   | 1:0 |
| The Strongest    | 1:0 | 3:1 | 1:2 | –   |

### Grupa E
| Lp. | Drużyna                      | M | Z | R | P | Bramki | Bramki | +/– | Pkt |
| --- | ---------------------------- | - | - | - | - | ------ | ------ | --- | --- |
| 1   | Independiente del Valle (A)  | 6 | 4 | 0 | 2 | 10     | 5      | +5  | 12  |
| 2   | Argentinos Juniors (A)       | 6 | 3 | 2 | 1 | 8      | 6      | +2  | 11  |
| 3   | SC Corinthians Paulista (CS) | 6 | 2 | 1 | 3 | 7      | 6      | +1  | 7   |
| 4   | Liverpool Montevideo         | 6 | 1 | 1 | 4 | 4      | 12     | −8  | 4   |

|                         | IDV | ARJ | COR | LMO |
| ----------------------- | --- | --- | --- | --- |
| Independiente del Valle | –   | 3:2 | 3:0 | 2:0 |
| Argentinos Juniors      | 1:0 | –   | 0:0 | 2:1 |
| SC Corinthians Paulista | 1:2 | 0:1 | –   | 3:0 |
| Liverpool Montevideo    | 1:0 | 2:2 | 0:3 | –   |

### Grupa F
| Lp. | Drużyna               | M | Z | R | P | Bramki | Bramki | +/– | Pkt |
| --- | --------------------- | - | - | - | - | ------ | ------ | --- | --- |
| 1   | CA Boca Juniors (A)   | 6 | 4 | 1 | 1 | 9      | 2      | +7  | 13  |
| 2   | Deportivo Pereira (A) | 6 | 2 | 2 | 2 | 5      | 5      | 0   | 8   |
| 3   | CSD Colo-Colo (CS)    | 6 | 1 | 3 | 2 | 3      | 5      | −2  | 6   |
| 4   | Monagas               | 6 | 1 | 2 | 3 | 3      | 8      | −5  | 5   |

|                   | BJU | PER | CCS | MON |
| ----------------- | --- | --- | --- | --- |
| CA Boca Juniors   | –   | 2:1 | 1:0 | 4:0 |
| Deportivo Pereira | 1:0 | –   | 1:1 | 2:1 |
| CSD Colo-Colo     | 0:2 | 0:0 | –   | 1:0 |
| Monagas           | 0:0 | 1:0 | 1:1 | –   |

### Grupa G
| Lp. | Drużyna                  | M | Z | R | P | Bramki | Bramki | +/– | Pkt |
| --- | ------------------------ | - | - | - | - | ------ | ------ | --- | --- |
| 1   | Athletico Paranaense (A) | 6 | 4 | 1 | 1 | 9      | 4      | +5  | 13  |
| 2   | Atlético Mineiro (A)     | 6 | 3 | 1 | 2 | 7      | 5      | +2  | 10  |
| 3   | Club Libertad (CS)       | 6 | 2 | 1 | 3 | 6      | 7      | −1  | 7   |
| 4   | Alianza Lima             | 6 | 1 | 1 | 4 | 3      | 9      | −6  | 4   |

|                      | ATP | ATM | LIB | ALL |
| -------------------- | --- | --- | --- | --- |
| Athletico Paranaense | –   | 2:1 | 1:0 | 3:0 |
| Atlético Mineiro     | 2:1 | –   | 0:1 | 2:0 |
| Club Libertad        | 1:2 | 1:1 | –   | 1:2 |
| Alianza Lima         | 0:0 | 0:1 | 1:2 | –   |

### Grupa H
| Lp. | Drużyna               | M | Z | R | P | Bramki | Bramki | +/– | Pkt |
| --- | --------------------- | - | - | - | - | ------ | ------ | --- | --- |
| 1   | Olimpia (A)           | 6 | 4 | 2 | 0 | 13     | 4      | +9  | 14  |
| 2   | Atlético Nacional (A) | 6 | 3 | 1 | 2 | 8      | 8      | 0   | 10  |
| 3   | Patronato (CS)        | 6 | 2 | 0 | 4 | 6      | 11     | −5  | 6   |
| 4   | Melgar                | 6 | 1 | 1 | 4 | 9      | 13     | −4  | 4   |

|                   | OLA | ANM | PAT | MEL |
| ----------------- | --- | --- | --- | --- |
| Olimpia           | –   | 3:0 | 1:0 | 4:1 |
| Atlético Nacional | 2:2 | –   | 0:1 | 3:1 |
| Patronato         | 0:2 | 1:2 | –   | 4:1 |
| Melgar            | 1:1 | 0:1 | 5:0 | –   |

## Faza pucharowa
Od tej rundy aż do zakończenia turnieju obowiązuje system pucharowy według następujących zasad:
- w każdej z rund (z wyjątkiem finału), zakwalifikowane zespoły rozgrywają dwumecz z przeciwnikiem wyłonionym w drodze losowania, zespół o wyższym rozstawieniu jest gospodarzem rewanżowego spotkania,
- dla rozstrzygnięcia meczów w 1/8 finału, ćwierćfinałach i półfinałach, zasada bramek wyjazdowych nie jest brana pod uwagę, również dogrywka nie jest rozgrywana, tylko do razu rozgrywana jest seria rzutów z punktu karnego,
- w przypadku wyniku remisowego w meczu finałowym rozgrywana jest 30-minutowa dogrywka, a w przypadku dalszego braku rozstrzygnięcia rozgrywana jest seria rzutów z punktu karnego.

Rozstawienie
Drużyny, które zajęły pierwsze miejsca w swoich grupach będą rozstawione w losowaniu z numerami 1-8, natomiast te z drugich miejsc będą nierozstawione i otrzymają numery 9-16. Podział numerów dokonany zostanie na podstawie wyników osiągniętych w fazie grupowej i na tej podstawie będą stworzone dwie oddzielne klasyfikacje: dla drużyn rozstawionych i nierozstawionych.
| Nr | Gr | Drużyna                 | Mecze | W | R | P | Bramki | Bramki | +/− | Pkt |
| -- | -- | ----------------------- | ----- | - | - | - | ------ | ------ | --- | --- |
| 1  | C  | SE Palmeiras            | 6     | 5 | 0 | 1 | 16     | 6      | +10 | 15  |
| 2  | H  | Olimpia                 | 6     | 4 | 2 | 0 | 13     | 4      | +9  | 14  |
| 3  | A  | Racing Club             | 6     | 4 | 1 | 1 | 13     | 6      | +7  | 13  |
| 4  | F  | CA Boca Juniors         | 6     | 4 | 1 | 1 | 9      | 2      | +7  | 13  |
| 5  | G  | Athletico Paranaense    | 6     | 4 | 1 | 1 | 9      | 4      | +5  | 13  |
| 6  | E  | Independiente del Valle | 6     | 4 | 0 | 2 | 10     | 5      | +5  | 12  |
| 7  | B  | SC Internacional        | 6     | 3 | 3 | 0 | 10     | 6      | +4  | 12  |
| 8  | D  | Fluminense FC           | 6     | 3 | 1 | 2 | 10     | 6      | +4  | 10  |
| 9  | C  | Club Bolívar            | 6     | 4 | 0 | 2 | 11     | 7      | +4  | 12  |
| 10 | A  | CR Flamengo             | 6     | 3 | 2 | 1 | 11     | 5      | +6  | 11  |
| 11 | B  | Club Nacional           | 6     | 3 | 2 | 1 | 9      | 7      | +2  | 11  |
| 12 | E  | Argentinos Juniors      | 6     | 3 | 2 | 1 | 8      | 6      | +2  | 11  |
| 13 | G  | Atlético Mineiro        | 6     | 3 | 1 | 2 | 7      | 5      | +2  | 10  |
| 14 | D  | River Plate             | 6     | 3 | 1 | 2 | 11     | 11     | 0   | 10  |
| 15 | H  | Atlético Nacional       | 6     | 3 | 1 | 2 | 8      | 8      | 0   | 10  |
| 16 | F  | Deportivo Pereira       | 6     | 2 | 2 | 2 | 5      | 5      | 0   | 8   |

Zasady ustalania kolejności: 1. liczba zdobytych punktów; 2. stosunek bramek; 3. liczba bramek strzelonych; 4. liczba bramek strzelonych na wyjeździe; 5. ranking CONMEBOL

### Drabinka
|  |                                 |                                 |                                 |                                 |                                 |   |          |                                      |                                      |                                      |                                      |                                      |  |  |                                              |                                              |                                              |                                              |                                              |  |  |                     |                     |                     |
|  | 1/8 finału (1–3, 8–10 sierpnia) | 1/8 finału (1–3, 8–10 sierpnia) | 1/8 finału (1–3, 8–10 sierpnia) | 1/8 finału (1–3, 8–10 sierpnia) | 1/8 finału (1–3, 8–10 sierpnia) |   |          | Ćwierćfinały (22–24, 29–31 sierpnia) | Ćwierćfinały (22–24, 29–31 sierpnia) | Ćwierćfinały (22–24, 29–31 sierpnia) | Ćwierćfinały (22–24, 29–31 sierpnia) | Ćwierćfinały (22–24, 29–31 sierpnia) |  |  | Półfinały (27-28 września, 4–5 października) | Półfinały (27-28 września, 4–5 października) | Półfinały (27-28 września, 4–5 października) | Półfinały (27-28 września, 4–5 października) | Półfinały (27-28 września, 4–5 października) |  |  | Finał (4 listopada) | Finał (4 listopada) | Finał (4 listopada) |
|  | 1/8 finału (1–3, 8–10 sierpnia) | 1/8 finału (1–3, 8–10 sierpnia) | 1/8 finału (1–3, 8–10 sierpnia) | 1/8 finału (1–3, 8–10 sierpnia) | 1/8 finału (1–3, 8–10 sierpnia) |   |          | Ćwierćfinały (22–24, 29–31 sierpnia) | Ćwierćfinały (22–24, 29–31 sierpnia) | Ćwierćfinały (22–24, 29–31 sierpnia) | Ćwierćfinały (22–24, 29–31 sierpnia) | Ćwierćfinały (22–24, 29–31 sierpnia) |  |  | Półfinały (27-28 września, 4–5 października) | Półfinały (27-28 września, 4–5 października) | Półfinały (27-28 września, 4–5 października) | Półfinały (27-28 września, 4–5 października) | Półfinały (27-28 września, 4–5 października) |  |  | Finał (4 listopada) | Finał (4 listopada) | Finał (4 listopada) |
|  |                                 |                                 |                                 |                                 |                                 |   |          |                                      |                                      |                                      |                                      |                                      |  |  |                                              |                                              |                                              |                                              |                                              |  |  |                     |                     |                     |
|  |                                 |                                 |                                 |                                 |                                 |   |          |                                      |                                      |                                      |                                      |                                      |  |  |                                              |                                              |                                              |                                              |                                              |  |  |                     |                     |                     |
|  | 11                              | Club Nacional                   | 0                               | 2                               | 2 k. (2)                        |   |          |                                      |                                      |                                      |                                      |                                      |  |  |                                              |                                              |                                              |                                              |                                              |  |  |                     |                     |                     |
|  | 11                              | Club Nacional                   | 0                               | 2                               | 2 k. (2)                        |   |          |                                      |                                      |                                      |                                      |                                      |  |  |                                              |                                              |                                              |                                              |                                              |  |  |                     |                     |                     |
|  | 4                               | CA Boca Juniors                 | 0                               | 2                               | 2 k. (4)                        |   |          |                                      |                                      |                                      |                                      |                                      |  |  |                                              |                                              |                                              |                                              |                                              |  |  |                     |                     |                     |
|  | 4                               | CA Boca Juniors                 | 0                               | 2                               | 2 k. (4)                        |   |          | 4                                    | CA Boca Juniors                      | 0                                    | 0                                    | 0 k. (4)                             |  |  |                                              |                                              |                                              |                                              |                                              |  |  |                     |                     |                     |
|  |                                 |                                 |                                 |                                 |                                 |   |          | 4                                    | CA Boca Juniors                      | 0                                    | 0                                    | 0 k. (4)                             |  |  |                                              |                                              |                                              |                                              |                                              |  |  |                     |                     |                     |
|  |                                 |                                 | 3                               | Racing Club                     | 0                               | 0 | 0 k. (1) |                                      |                                      |                                      |                                      |                                      |  |  |                                              |                                              |                                              |                                              |                                              |  |  |                     |                     |                     |
|  | 15                              | Atlético Nacional               | 3                               | Racing Club                     | 0                               | 0 | 0 k. (1) | 4                                    | 0                                    | 4                                    |                                      |                                      |  |  |                                              |                                              |                                              |                                              |                                              |  |  |                     |                     |                     |
|  | 15                              | Atlético Nacional               |                                 |                                 |                                 |   |          |                                      |                                      | 4                                    |                                      |                                      |  |  |                                              |                                              |                                              |                                              |                                              |  |  |                     |                     |                     |
|  | 3                               | Racing Club                     | 2                               | 3                               | 5                               |   |          |                                      |                                      |                                      |                                      |                                      |  |  |                                              |                                              |                                              |                                              |                                              |  |  |                     |                     |                     |
|  | 3                               | Racing Club                     | 2                               | 3                               | 5                               |   |          | 4                                    | CA Boca Juniors                      | 0                                    | 1                                    | 1 k. (4)                             |  |  |                                              |                                              |                                              |                                              |                                              |  |  |                     |                     |                     |
|  |                                 |                                 |                                 |                                 |                                 |   |          |                                      |                                      |                                      |                                      |                                      |  |  |                                              |                                              |                                              |                                              |                                              |  |  |                     |                     |                     |
|  |                                 |                                 | 1                               | SE Palmeiras                    | 0                               | 1 | 1 k. (2) |                                      |                                      |                                      |                                      |                                      |  |  |                                              |                                              |                                              |                                              |                                              |  |  |                     |                     |                     |
|  | 16                              | Deportivo Pereira               | 1                               | SE Palmeiras                    | 0                               | 1 | 1 k. (2) | 1                                    | 1                                    | 2                                    |                                      |                                      |  |  |                                              |                                              |                                              |                                              |                                              |  |  |                     |                     |                     |
|  | 16                              | Deportivo Pereira               |                                 |                                 |                                 |   |          |                                      |                                      | 2                                    |                                      |                                      |  |  |                                              |                                              |                                              |                                              |                                              |  |  |                     |                     |                     |
|  | 6                               | Independiente del Valle         | 0                               | 1                               | 1                               |   |          |                                      |                                      |                                      |                                      |                                      |  |  |                                              |                                              |                                              |                                              |                                              |  |  |                     |                     |                     |
|  | 6                               | Independiente del Valle         | 0                               | 1                               | 1                               |   |          | 16                                   | Deportivo Pereira                    | 0                                    | 0                                    | 0                                    |  |  |                                              |                                              |                                              |                                              |                                              |  |  |                     |                     |                     |
|  |                                 |                                 |                                 |                                 |                                 |   |          | 16                                   | Deportivo Pereira                    | 0                                    | 0                                    | 0                                    |  |  |                                              |                                              |                                              |                                              |                                              |  |  |                     |                     |                     |
|  |                                 |                                 | 1                               | SE Palmeiras                    | 4                               | 0 | 4        |                                      |                                      |                                      |                                      |                                      |  |  |                                              |                                              |                                              |                                              |                                              |  |  |                     |                     |                     |
|  | 13                              | Atlético Mineiro                | 1                               | SE Palmeiras                    | 4                               | 0 | 4        | 0                                    | 0                                    | 0                                    |                                      |                                      |  |  |                                              |                                              |                                              |                                              |                                              |  |  |                     |                     |                     |
|  | 13                              | Atlético Mineiro                |                                 |                                 |                                 |   |          |                                      |                                      | 0                                    |                                      |                                      |  |  |                                              |                                              |                                              |                                              |                                              |  |  |                     |                     |                     |
|  | 1                               | SE Palmeiras                    | 1                               | 0                               | 1                               |   |          |                                      |                                      |                                      |                                      |                                      |  |  |                                              |                                              |                                              |                                              |                                              |  |  |                     |                     |                     |
|  | 1                               | SE Palmeiras                    | 1                               | 0                               | 1                               |   |          | 4                                    | CA Boca Juniors                      | 1                                    |                                      |                                      |  |  |                                              |                                              |                                              |                                              |                                              |  |  |                     |                     |                     |
|  |                                 |                                 |                                 |                                 |                                 |   |          |                                      |                                      |                                      |                                      |                                      |  |  |                                              |                                              |                                              |                                              |                                              |  |  |                     |                     |                     |
|  |                                 |                                 | 8                               | Fluminense FC                   | 2                               |   |          |                                      |                                      |                                      |                                      |                                      |  |  |                                              |                                              |                                              |                                              |                                              |  |  |                     |                     |                     |
|  | 12                              | Argentinos Juniors              | 8                               | Fluminense FC                   | 2                               | 1 | 0        | 1                                    |                                      |                                      |                                      |                                      |  |  |                                              |                                              |                                              |                                              |                                              |  |  |                     |                     |                     |
|  | 12                              | Argentinos Juniors              |                                 |                                 |                                 |   |          |                                      |                                      |                                      |                                      |                                      |  |  |                                              |                                              |                                              |                                              |                                              |  |  |                     |                     |                     |
|  | 8                               | Fluminense FC                   | 1                               | 2                               | 3                               |   |          |                                      |                                      |                                      |                                      |                                      |  |  |                                              |                                              |                                              |                                              |                                              |  |  |                     |                     |                     |
|  | 8                               | Fluminense FC                   | 1                               | 2                               | 3                               |   |          | 8                                    | Fluminense FC                        | 2                                    | 3                                    | 5                                    |  |  |                                              |                                              |                                              |                                              |                                              |  |  |                     |                     |                     |
|  |                                 |                                 |                                 |                                 |                                 |   |          | 8                                    | Fluminense FC                        | 2                                    | 3                                    | 5                                    |  |  |                                              |                                              |                                              |                                              |                                              |  |  |                     |                     |                     |
|  |                                 |                                 | 2                               | Olimpia                         | 0                               | 1 | 1        |                                      |                                      |                                      |                                      |                                      |  |  |                                              |                                              |                                              |                                              |                                              |  |  |                     |                     |                     |
|  | 10                              | CR Flamengo                     | 2                               | Olimpia                         | 0                               | 1 | 1        | 1                                    | 1                                    | 2                                    |                                      |                                      |  |  |                                              |                                              |                                              |                                              |                                              |  |  |                     |                     |                     |
|  | 10                              | CR Flamengo                     |                                 |                                 |                                 |   |          |                                      |                                      | 2                                    |                                      |                                      |  |  |                                              |                                              |                                              |                                              |                                              |  |  |                     |                     |                     |
|  | 2                               | Olimpia                         | 0                               | 3                               | 3                               |   |          |                                      |                                      |                                      |                                      |                                      |  |  |                                              |                                              |                                              |                                              |                                              |  |  |                     |                     |                     |
|  | 2                               | Olimpia                         | 0                               | 3                               | 3                               |   |          | 8                                    | Fluminense FC                        | 2                                    | 2                                    | 4                                    |  |  |                                              |                                              |                                              |                                              |                                              |  |  |                     |                     |                     |
|  |                                 |                                 |                                 |                                 |                                 |   |          |                                      |                                      |                                      |                                      |                                      |  |  |                                              |                                              |                                              |                                              |                                              |  |  |                     |                     |                     |
|  |                                 |                                 | 7                               | SC Internacional                | 2                               | 1 | 3        |                                      |                                      |                                      |                                      |                                      |  |  |                                              |                                              |                                              |                                              |                                              |  |  |                     |                     |                     |
|  | 9                               | Club Bolívar                    | 7                               | SC Internacional                | 2                               | 1 | 3        | 3                                    | 0                                    | 3 k. (5)                             |                                      |                                      |  |  |                                              |                                              |                                              |                                              |                                              |  |  |                     |                     |                     |
|  | 9                               | Club Bolívar                    |                                 |                                 |                                 |   |          |                                      |                                      | 3 k. (5)                             |                                      |                                      |  |  |                                              |                                              |                                              |                                              |                                              |  |  |                     |                     |                     |
|  | 5                               | Athletico Paranaense            | 1                               | 2                               | 3 k. (4)                        |   |          |                                      |                                      |                                      |                                      |                                      |  |  |                                              |                                              |                                              |                                              |                                              |  |  |                     |                     |                     |
|  | 5                               | Athletico Paranaense            | 1                               | 2                               | 3 k. (4)                        |   |          | 9                                    | Club Bolívar                         | 0                                    | 0                                    | 0                                    |  |  |                                              |                                              |                                              |                                              |                                              |  |  |                     |                     |                     |
|  |                                 |                                 |                                 |                                 |                                 |   |          | 9                                    | Club Bolívar                         | 0                                    | 0                                    | 0                                    |  |  |                                              |                                              |                                              |                                              |                                              |  |  |                     |                     |                     |
|  |                                 |                                 | 7                               | SC Internacional                | 1                               | 2 | 3        |                                      |                                      |                                      |                                      |                                      |  |  |                                              |                                              |                                              |                                              |                                              |  |  |                     |                     |                     |
|  | 14                              | River Plate                     | 7                               | SC Internacional                | 1                               | 2 | 3        | 2                                    | 1                                    | 3 k. (8)                             |                                      |                                      |  |  |                                              |                                              |                                              |                                              |                                              |  |  |                     |                     |                     |
|  | 14                              | River Plate                     |                                 |                                 |                                 |   |          |                                      |                                      | 3 k. (8)                             |                                      |                                      |  |  |                                              |                                              |                                              |                                              |                                              |  |  |                     |                     |                     |
|  | 7                               | SC Internacional                | 1                               | 2                               | 3 k. (9)                        |   |          |                                      |                                      |                                      |                                      |                                      |  |  |                                              |                                              |                                              |                                              |                                              |  |  |                     |                     |                     |
|  | 7                               | SC Internacional                | 1                               | 2                               | 3 k. (9)                        |   |          |                                      |                                      |                                      |                                      |                                      |  |  |                                              |                                              |                                              |                                              |                                              |  |  |                     |                     |                     |
|  |                                 |                                 |                                 |                                 |                                 |   |          |                                      |                                      |                                      |                                      |                                      |  |  |                                              |                                              |                                              |                                              |                                              |  |  |                     |                     |                     |

### 1/8 finału
| Drużyna 1                            | Wynik dwumeczu | Drużyna 2               | Pierwszy mecz | Drugi mecz |
| ------------------------------------ | -------------- | ----------------------- | ------------- | ---------- |
| Atlético Nacional                    | 4:5            | Racing Club             | 4:2           | 0:3        |
| Club Bolívar                         | 3:3 (k. 5:4)   | Athletico Paranaense    | 3:1           | 0:2        |
| CR Flamengo                          | 2:3            | Olimpia                 | 1:0           | 1:3        |
| Atlético Mineiro                     | 0:1            | SE Palmeiras            | 0:1           | 0:0        |
| Deportivo Pereira                    | 2:1            | Independiente del Valle | 1:0           | 1:1        |
| Argentinos Juniors                   | 1:3            | Fluminense FC           | 1:1           | 0:2        |
| River Plate                          | 3:3 (k. 8:9)   | SC Internacional        | 2:1           | 1:2        |
| Club Nacional                        | 2:2 (k. 2:4)   | CA Boca Juniors         | 0:0           | 2:2        |
| Po lewej gospodarz pierwszego meczu. |                |                         |               |            |

Dwumecz A
| 4 sierpnia 2023 00:00 CEST | Atlético Nacional · Zapata 34' · Je. Duque 61' · Cantera 83', 90+5' | 4:2(1:0)Raport | Racing Club · 87' (k.), 90+4' (k.) Piovi | Atanasio Girardot Sports Complex, Medellín Widzów: 28 791 Sędzia: Braulio Machado |
|                            |                                                                     |                |                                          |                                                                                   |

| 11 sierpnia 2023 00:00 CEST | Racing Club · Martínez 28' · Ojeda 50' · Aguirre 56' (sam.) | 3:0(1:0)Raport | Atlético Nacional | Estadio Presidente Juan Domingo Perón, Avellaneda Widzów: 38 731 Sędzia: Jesús Valenzuela |
|                             |                                                             |                |                   |                                                                                           |

Dwumecz B
| 2 sierpnia 2023 02:00 CEST | Club Bolívar · Fernández 13', 76' · Bejarano 27' | 3:1(2:1)Raport | Athletico Paranaense · 9' Erick | Estadio Hernando Siles, La Paz Widzów: 26 320 Sędzia: Guillermo Guerrero |
|                            |                                                  |                |                                 |                                                                          |

| 9 sierpnia 2023 02:00 CEST                                 | Athletico Paranaense · Fernandinho 31' (k.) · Vitor Roque 67' | 2:0 k. 4:5(1:0)Raport                                     | Club Bolívar | Estádio Joaquim Américo Guimarães, Kurytyba Widzów: 31 972 Sędzia: Kevin Ortega |
|                                                            |                                                               |                                                           |              |                                                                                 |
|                                                            |                                                               | Rzuty karne                                               |              |                                                                                 |
| Cirino · Vitor Bueno · Fernandinho · Vidal · Thiago Heleno |                                                               | Bejarano · Justiniano · Saucedo · Algarañaz · Bruno Sávio |              |                                                                                 |

Dwumecz C
| 4 sierpnia 2023 02:00 CEST | CR Flamengo · Bruno Henrique 49' | 1:0(0:0)Raport | Olimpia | Maracanã, Rio de Janeiro Widzów: 67 066 Sędzia: Darío Herrera |
|                            |                                  |                |         |                                                               |

| 11 sierpnia 2023 02:00 CEST | Olimpia · I. Torres 12' · Ortiz 69' · Bruera 80' | 3:1(1:1)Raport | CR Flamengo · 8' Bruno Henrique | Estadio Defensores del Chaco, Asunción Sędzia: Wilmar Roldán |
|                             |                                                  |                |                                 |                                                              |

Dwumecz D
| 3 sierpnia 2023 02:30 CEST | Atlético Mineiro | 0:1(0:1)Raport | SE Palmeiras · 29' Raphael Veiga | Estádio Mineirão, Belo Horizonte Widzów: 52 587 Sędzia: Facundo Tello |
|                            |                  |                |                                  |                                                                       |

| 10 sierpnia 2023 02:30 CEST | SE Palmeiras | 0:0(0:0)Raport | Atlético Mineiro | Allianz Parque, São Paulo Sędzia: Fernando Rapallini |
|                             |              |                |                  |                                                      |

Dwumecz E
| 3 sierpnia 2023 02:00 CEST | Deportivo Pereira · Santacruz 58' | 1:0(0:0)Raport | Independiente del Valle | Estadio Hernán Ramírez Villegas, Pereira Widzów: 13 733 Sędzia: Yael Falcón Pérez |
|                            |                                   |                |                         |                                                                                   |

| 10 sierpnia 2023 02:00 CEST | Independiente del Valle · Hoyos 6' | 1:1(1:0)Raport | Deportivo Pereira · 50' Angulo | Estadio Olímpico Atahualpa, Quito Widzów: 16 654 Sędzia: Darío Herrera |
|                             |                                    |                |                                |                                                                        |

Dwumecz F
| 2 sierpnia 2023 22:00 CEST | Argentinos Juniors · Ávalos 14' | 1:1(1:0)Raport | Fluminense FC · 87' Samuel Xavier | Estadio Diego Armando Maradona, Buenos Aires Widzów: 7 860 Sędzia: Piero Maza |
|                            |                                 |                |                                   |                                                                               |

| 9 sierpnia 2023 00:00 CEST | Fluminense FC · Samuel Xavier 86' · John Kennedy 90+7' | 2:0(0:0)Raport | Argentinos Juniors | Maracanã, Rio de Janeiro Sędzia: Alexis Herrera |
|                            |                                                        |                |                    |                                                 |

Dwumecz G
| 2 sierpnia 2023 02:00 CEST | River Plate · Solari 65', 79' | 2:1(0:1)Raport | SC Internacional · 45+1' Valencia | Estadio Monumental, Buenos Aires Widzów: 64 696 Sędzia: Jesús Valenzuela |
|                            |                               |                |                                   |                                                                          |

| 9 sierpnia 2023 02:00 CEST                                                                                      | SC Internacional · Mercado 70' · Alan Patrick 78' | 2:1 k. 9:8(0:0)Raport                                                                                   | River Plate · 90' Rojas | Estádio Beira-Rio, Porto Alegre Widzów: 50 479 Sędzia: Andrés Matonte |
| |                                                   | |                         |                                                                       |
| |                                                   | Rzuty karne                                                                                             |                         |                                                                       |
| Luiz Adriano · Valencia · Bruno Henrique · Pedro Henrique · Renê · Mercado · De Pena · Cardoso · Gomes · Rochet |                                                   | Palavecino · Beltrán · Fernández · De la Cruz · Colidio · Aliendro · Solari · E. Díaz · P. Díaz · Rojas |                         |                                                                       |

Dwumecz H
| 3 sierpnia 2023 02:00 CEST | Club Nacional | 0:0(0:0)Raport | CA Boca Juniors | Estadio Gran Parque Central, Montevideo Widzów: 32 524 Sędzia: Raphael Claus |
|                            |               |                |                 |                                                                              |

| 10 sierpnia 2023 02:00 CEST                             | CA Boca Juniors · Merentiel 12' · Advíncula 47' | 2:2 k. 4:2(1:1)Raport                     | Club Nacional · 16' Trezza · 75' Ramírez | Estadio Alberto J. Armando, Buenos Aires Widzów: 49 780 Sędzia: Anderson Daronco |
|                                                         |                                                 |                                           |                                          |                                                                                  |
|                                                         |                                                 | Rzuty karne                               |                                          |                                                                                  |
| Zeballos · Benedetto · Valentini · G. Fernández · Barco |                                                 | Ramírez · Polenta · Bocanegra · Gigliotti |                                          |                                                                                  |

### Ćwierćfinały
| Drużyna 1                            | Wynik dwumeczu | Drużyna 2        | Pierwszy mecz | Drugi mecz |
| ------------------------------------ | -------------- | ---------------- | ------------- | ---------- |
| CA Boca Juniors                      | 0:0 (k. 4:1)   | Racing Club      | 0:0           | 0:0        |
| Club Bolívar                         | 0:3            | SC Internacional | 0:1           | 0:2        |
| Fluminense FC                        | 5:1            | Olimpia          | 2:0           | 3:1        |
| Deportivo Pereira                    | 0:4            | SE Palmeiras     | 0:4           | 0:0        |
| Po lewej gospodarz pierwszego meczu. |                |                  |               |            |

Dwumecz S1
| 24 sierpnia 2023 02:30 CEST | CA Boca Juniors | 0:0(0:0)Raport | Racing Club | Estadio Alberto J. Armando, Buenos Aires Sędzia: Wilton Sampaio |
|                             |                 |                |             |                                                                 |

| 31 sierpnia 2023 02:30 CEST | Racing Club | 0:0 k. 1:4(0:0)Raport             | CA Boca Juniors | Estadio Presidente Juan Domingo Perón, Avellaneda Widzów: 41 597 Sędzia: Andrés Matonte |
|                             |             |                                   |                 |                                                                                         |
|                             |             | Rzuty karne                       |                 |                                                                                         |
| Piovi · Quintero · Sigali   |             | Zeballos · Janson · Cavani · Rojo |                 |                                                                                         |

Dwumecz S2
| 23 sierpnia 2023 00:00 CEST | Club Bolívar | 0:1(0:1)Raport | SC Internacional · 16' Valencia | Estadio Hernando Siles, La Paz Widzów: 36 054 Sędzia: Darío Herrera |
|                             |              |                |                                 |                                                                     |

| 30 sierpnia 2023 00:00 CEST | SC Internacional · Valencia 11', 60' | 2:0(1:0)Raport | Club Bolívar | Estádio Beira-Rio, Porto Alegre Widzów: 49 137 Sędzia: Esteban Ostojich |
|                             |                                      |                |              |                                                                         |

Dwumecz S3
| 25 sierpnia 2023 02:30 CEST | Fluminense FC · André 43' · Cano 59' | 2:0(1:0)Raport | Olimpia | Maracanã, Rio de Janeiro Widzów: 64 047 Sędzia: Andrés Matonte |
|                             |                                      |                |         |                                                                |

| 1 września 2023 02:30 CEST | Olimpia · 44' Zabala | 1:3(1:1)Raport | Fluminense FC · 24' John Kennedy · 80', 90+1' Cano | Estadio Defensores del Chaco, Asunción Widzów: 34 793 Sędzia: Jesús Valenzuela |
|                            |                      |                |                                                    |                                                                                |

Dwumecz S4
| 24 sierpnia 2023 02:30 CEST | Deportivo Pereira | 0:4(0:3)Raport | SE Palmeiras · 23' (k.) Veiga · 31' Rocha · 34' Mayke · 82' Rony | Estadio Hernán Ramírez Villegas, Pereira Widzów: 22 789 Sędzia: Facundo Tello |
|                             |                   |                |                                                                  |                                                                               |

| 31 sierpnia 2023 02:30 CEST | SE Palmeiras | 0:0(0:0)Raport | Deportivo Pereira | Allianz Parque, São Paulo Widzów: 37 785 Sędzia: Cristian Garay |
|                             |              |                |                   |                                                                 |

### Półfinały
| Drużyna 1                            | Wynik dwumeczu | Drużyna 2        | Pierwszy mecz | Drugi mecz |
| ------------------------------------ | -------------- | ---------------- | ------------- | ---------- |
| CA Boca Juniors                      | 1:1 (k. 4:2)   | SE Palmeiras     | 0:0           | 1:1        |
| Fluminense FC                        | 4:3            | SC Internacional | 2:2           | 2:1        |
| Po lewej gospodarz pierwszego meczu. |                |                  |               |            |

Dwumecz F1
| 29 września 2023 02:30 CEST | CA Boca Juniors | 0:0(0:0)Raport | SE Palmeiras | Estadio Alberto J. Armando, Buenos Aires Widzów: 53 615 Sędzia: Wilmar Roldán |
|                             |                 |                |              |                                                                               |

| 6 października 2023 02:30 CEST   | SE Palmeiras · Piquerez 73' | 1:1 k. 2:4(0:1)Raport                              | CA Boca Juniors · 23' Cavani | Allianz Parque, São Paulo Widzów: 40 398 Sędzia: Andrés Matonte |
|                                  |                             |                                                    |                              |                                                                 |
|                                  |                             | Rzuty karne                                        |                              |                                                                 |
| Veiga · Gómez · Kevin · Piquerez |                             | Cavani · Valdez · Valentini · Figal · G. Fernández |                              |                                                                 |

Dwumecz F2
| 28 września 2023 02:30 CEST | Fluminense FC · Cano 10', 78' | 2:2(1:1)Raport | SC Internacional · 45+5' Mallo · 64' Alan Patrick | Maracanã, Rio de Janeiro Widzów: 67 515 Sędzia: Darío Herrera |
|                             |                               |                |                                                   |                                                               |

| 5 października 2023 02:30 CEST | SC Internacional · Mercado 10' | 1:2(1:0)Raport | Fluminense FC · 81' John Kennedy · 87' Cano | Estádio Beira-Rio, Porto Alegre Widzów: 50 002 Sędzia: Jesús Valenzuela |
|                                |                                |                |                                             |                                                                         |

### Finał
| 4 listopada 2023 21:00 CET | CA Boca Juniors · Advíncula 72' | 1:2 dogr.(0:1)Raport | Fluminense FC · 36' Cano · 99' John Kennedy | Maracanã, Rio de Janeiro Widzów: 69 232 Sędzia: Wilmar Roldán |
|                            |                                 |                      |                                             |                                                               |

| Boca Juniors | Fluminense |

| BR            | 1  | Sergio Romero (c)    |        |      |
| OB            | 17 | Luis Advíncula       |        |      |
| OB            | 4  | Nicolás Figal        | 68'    | 113' |
| OB            | 15 | Nicolás Valentini    |        |      |
| OB            | 18 | Frank Fabra          | 105+7' |      |
| PO            | 36 | Cristian Medina      |        | 106' |
| PO            | 8  | Guillermo Fernández  |        |      |
| PO            | 21 | Ezequiel Fernández   |        | 106' |
| PO            | 19 | Valentín Barco       |        | 78'  |
| NA            | 16 | Miguel Merentiel     |        | 91'  |
| NA            | 10 | Edinson Cavani       | 64'    | 78'  |
| Rezerwowi:    |    |                      |        |      |
| BR            | 13 | Javier García        |        |      |
| OB            | 2  | Facundo Roncaglia    |        |      |
| OB            | 3  | Marcelo Saracchi     | 120'   | 106' |
| OB            | 25 | Bruno Valdez         |        | 113' |
| OB            | 57 | Marcelo Weigandt     |        |      |
| PO            | 20 | Juan Edgardo Ramírez |        |      |
| PO            | 23 | Diego González       |        |      |
| PO            | 39 | Vicente Taborda      |        | 106' |
| PO            | 49 | Jorman Campuzano     |        |      |
| NA            | 9  | Darío Benedetto      |        | 78'  |
| NA            | 11 | Lucas Janson         |        | 91'  |
| NA            | 41 | Luca Langoni         | 94'    | 78'  |
| Trener:       |    |                      |        |      |
| Jorge Almirón |    |                      |        |      |

| BR             | 1  | Fábio              |        |      |      |
| OB             | 2  | Samuel Xavier      |        |      | 85'  |
| OB             | 33 | Nino (c)           | 105+7' |      |      |
| OB             | 30 | Felipe Melo        |        |      | 52'  |
| OB             | 12 | Marcelo            |        |      | 80'  |
| PO             | 8  | Martinelli         |        |      | 80'  |
| PO             | 7  | André              |        |      |      |
| PO             | 21 | Jhon Arias         |        |      |      |
| PO             | 10 | Ganso              |        |      | 80'  |
| NA             | 11 | Keno               | 67'    |      | 103' |
| NA             | 14 | Germán Cano        | 120'   |      |      |
| Rezerwowi:     |    |                    |        |      |      |
| BR             | 22 | Pedro Rangel       |        |      |      |
| OB             | 4  | Marlon             |        |      | 52'  |
| OB             | 23 | Guga               |        |      | 85'  |
| OB             | 40 | Diogo Barbosa      |        |      | 80'  |
| OB             | 44 | David Braz         |        |      | 103' |
| PO             | 5  | Alexsander         |        |      |      |
| PO             | 19 | Leonardo Fernández |        |      |      |
| PO             | 20 | Danielzinho        |        |      |      |
| PO             | 29 | Thiago Santos      |        |      |      |
| PO             | 45 | Lima               |        |      | 80'  |
| NA             | 9  | John Kennedy       | 89'    | 101' | 80'  |
| NA             | 38 | Yony González      |        |      |      |
| Trener:        |    |                    |        |      |      |
| Fernando Diniz |    |                    |        |      |      |

| Asystenci sędziego: Alexander Guzmán Dionisio Ruiz Czwarty sędzia: Andrés Rojas Piąty sędzia: Wilmar Navarro Sędzia wideo: Juan Lara Sędziowie asystenci wideo: Ángelo Hermosilla Edson Cisternas Jhon Ospina |

## Klasyfikacja strzelców
| P. | Zawodnik          | Drużyna                | Gole |
| -- | ----------------- | ---------------------- | ---- |
| 1. | Germán Cano       | Fluminense FC          | 13   |
| 2. | Paulinho          | Atlético Mineiro       | 7    |
| 3. | Dorlan Pabón      | Atlético Nacional      | 6    |
| 4. | Alan Patrick      | SC Internacional       | 5    |
| 4. | Artur             | SE Palmeiras           | 5    |
| 4. | Luciano Pons      | Independiente Medellín | 5    |
| 7. | Luis Advíncula    | CA Boca Juniors        | 4    |
| 7. | Lucas Beltrán     | River Plate            | 4    |
| 7. | Rubén Bentancourt | Liverpool Montevideo   | 4    |
| 7. | Ronnie Fernández  | Club Bolívar           | 4    |
| 7. | John Kennedy      | Fluminense FC          | 4    |
| 7. | Guillermo Paiva   | Olimpia                | 4    |
| 7. | Enrique Triverio  | The Strongest          | 4    |
| 7. | Enner Valencia    | SC Internacional       | 4    |
| 7. | Vitor Roque       | Athletico Paranaense   | 4    |

Źródło: